# Open de España
El Open de España, conocido comercialmente como Acciona Open de España presented by Madrid, es un torneo de golf que se disputa en España. En su versión masculina se celebra desde el año 1912. El torneo forma parte del DP World Tour y en la edición de 2023 cuenta una bolsa de premios de 3,25 millones de dólares, lo que supone un incremento respecto a la edición de 2022, que tuvo una bolsa de premios de 1,75 millones de euros.
A lo largo de su historia se ha disputado en diferentes campos de golf de todo el territorio español. Desde 2019, se disputa en el Club de Campo Villa de Madrid y está organizado por la empresa Madrid Trophy Promotion, tras firmar un acuerdo con la Real Federación Española de Golf y el PGA European Tour en 2019.

## Historia

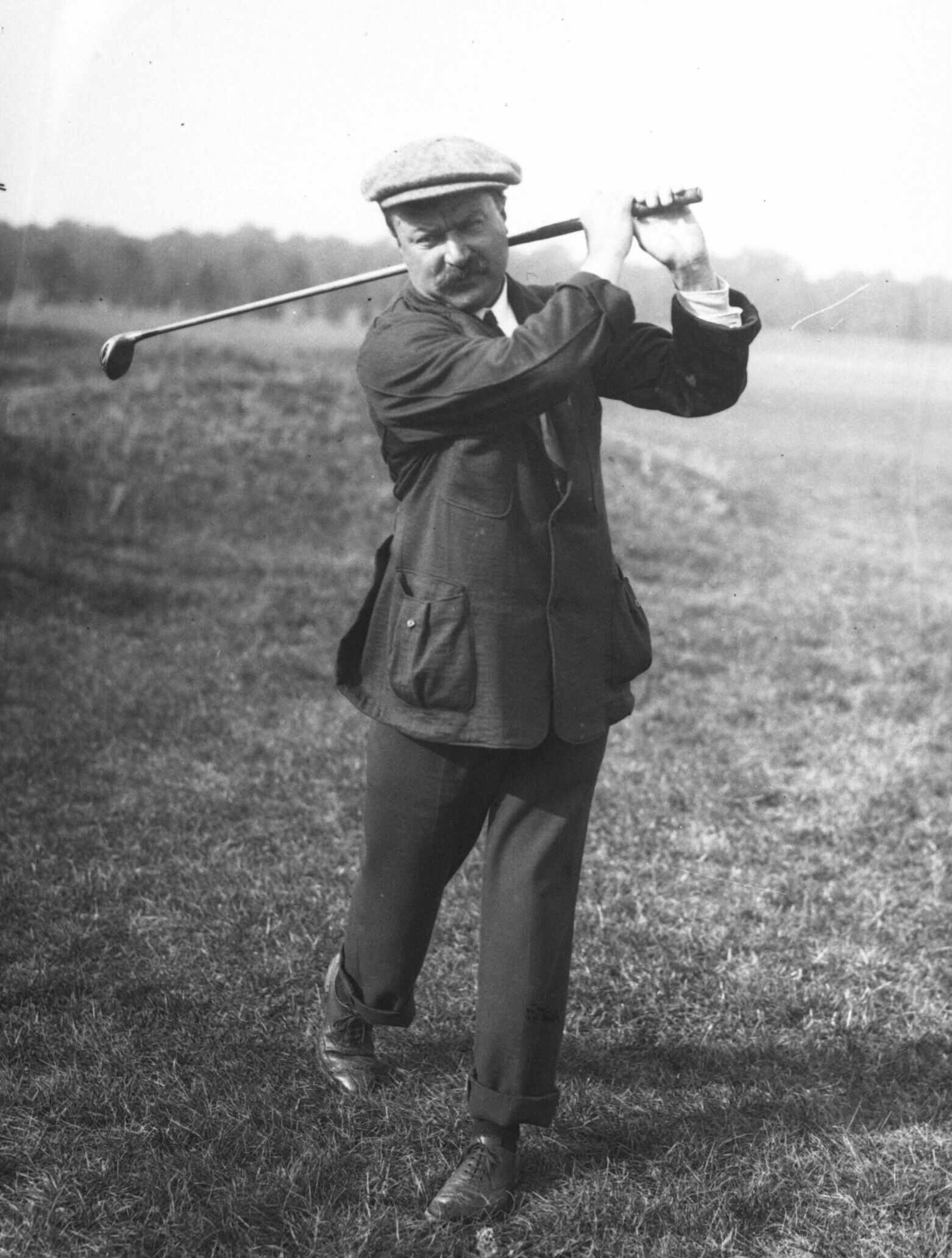
Arnaud Massy, primer vencedor del torneo.

Denominado en sus orígenes como Spanish Open pertenece al calendario PGA European Tour, principal organismo del golf en Europa, desde el año 1972, con la excepción del año 2017, en el que no fue organizado. Es uno de los torneos más antiguos del mundo, y el tercer open más antiguo del continente tras el British Open y el Open de France. El francés Arnaud Massy fue el primer vencedor del torneo, celebrándose los 72 hoyos disputados en dos días en el Real Club Puerta de Hierro de Madrid.
Entre sus campeones históricos destacan jugadores como Arnold Palmer, Seve Ballesteros, Sergio García, Bernhard Langer, Nick Faldo o Jon Rahm entre otros. El más laureado es el cordobés Ángel de la Torre con cinco torneos entre 1916 y 1925.

## Sistema del campeonato

### Participantes y formato de juego
El Open de España tanto en su versión femenina como en la masculina sigue el formato de juego típico Stroke Play, es decir, un recorrido de 72 golpes en 18 hoyos a realizar cuatro veces a lo largo de cuatro jornadas. El torneo se rige por las normas dictadas por la "Real Federación Española de Golf" y por normas propias dictadas por el comité encargado de su organización.
Después de que todos los jugadores o jugadoras hayan jugado la mitad del recorrido, dos jornadas de 36 hoyos, se procede a hacer un corte, es decir, se elimina a los jugadores o jugadoras que hayan hecho más de un número determinado de golpes. Los jugadores/as que "pasan el corte" son aquellos o aquellas con menor número de golpes (se incluyen aquellos jugadores/as que se encuentren empatados con el jugador/a de peor resultado).
En su versión masculina, el corte lo pasan 65 jugadores + empatados. En su versión femenina sólo lo pasan 60 jugadoras + empatadas.

### Reconocimientos al vencedor

#### Premios y repercusión
El campeonato reparte una bolsa de premios de un millón y medio de euros entre los mejor clasificados, siendo 250 000 para el campeón y 166 660 para el segundo clasificado. En su versión femenina, la bolsa en premios es de seiscientos mil euros a repartir entre todas las jugadoras que pasan el corte.
El Open de España, en su versión femenina, cuenta con una repercusión mundial de gran calibre. En su edición de 2019, tuvo un total de 963:03:13 horas de retrasmisión, con una audiencia total de 4.175.090 millones de espectadores en 82 países en los cinco continentes. La cobertura televisiva sólo en España contó con 82 horas a través de sus emisiones en Teledeporte y Movistar Golf principalmente.